# Cách thư bắc
Lãnh công bắc hay cách thư bắc (danh pháp: Fissistigma tonkinense) là loài thực vật có hoa thuộc họ Na. Loài này được (Finet & Gagnep.) Merr. mô tả khoa học đầu tiên năm 1919.